# Podosphaera macularis

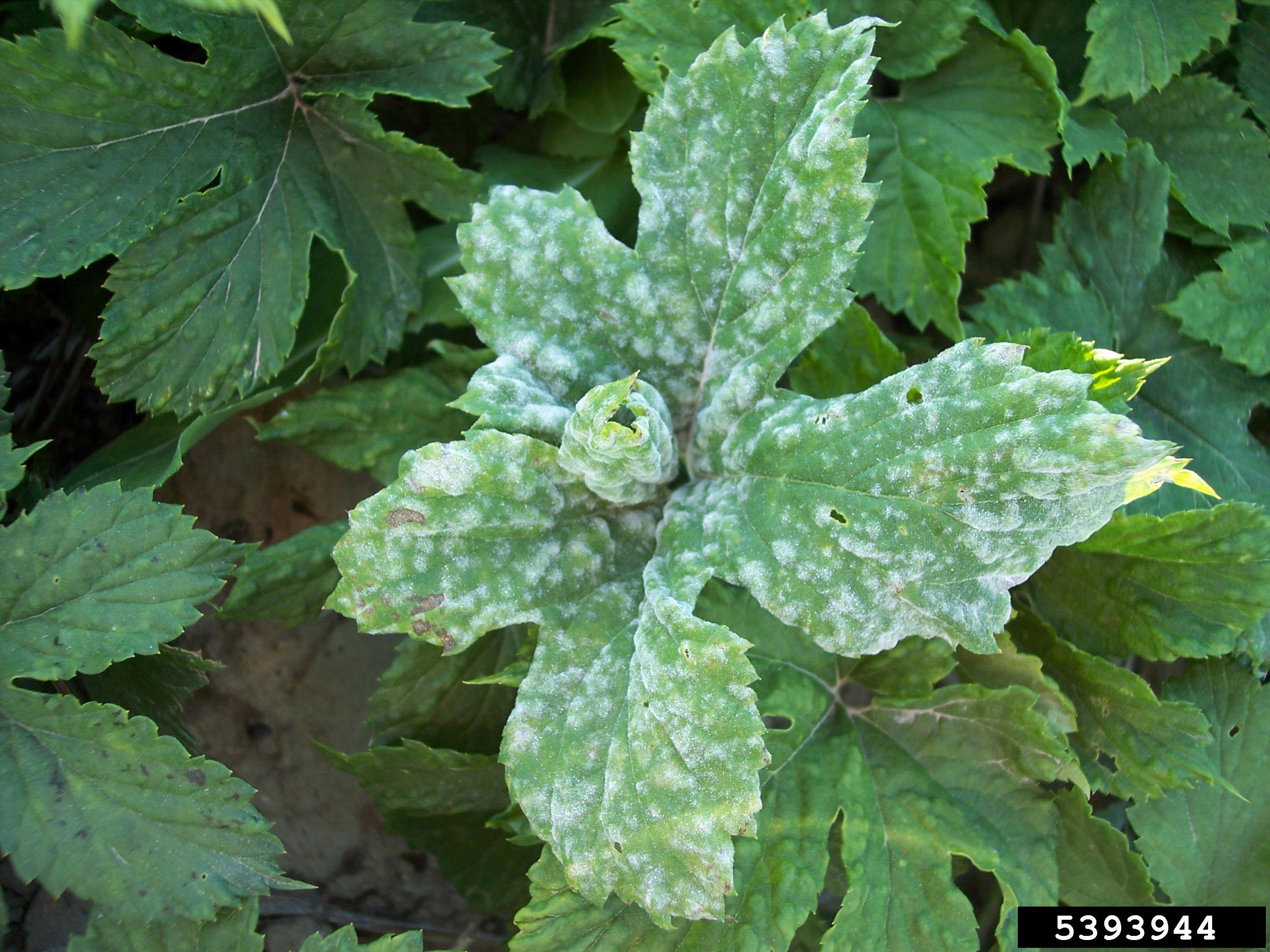
Grzybnia na chmielu

Podosphaera macularis (Wallr.) U. Braun & S. Takam. – gatunek grzybów należący do rodziny mączniakowatych (Erysiphaceae). Grzyb mikroskopijny, pasożyt bezwzględny rozwijający się na powierzchni roślin.

## Systematyka i nazewnictwo
Pozycja w klasyfikacji według Index Fungorum: Podosphaera, Erysiphaceae, Helotiales, Leotiomycetidae, Leotiomycetes, Pezizomycotina, Ascomycota, Fungi.
Po raz pierwszy zdiagnozował go w 1819 r. Carl Friedrich Wallroth nadając mu nazwę Alphitomorpha macularis. Obecną, uznaną przez Index Fungorum nazwę nadali mu w 2000 r. Uwe Braun i S. Takam.
Niektóre synonimy:

- Albigo humuli (DC.) Kuntze 1898
- Alphitomorpha humuli (DC.) Wallr. 1819
- Alphitomorpha macularis Wallr. 1819
- Desetangsia humuli (DC.) Nieuwl. 1916
- Erysiphe humuli DC. 1815
- Erysiphe macularis (Wallr.) Fr. 1829
- Leucothallia macularis (Wallr.) Trevis. 1853
- Sphaerotheca humuli (DC.) Burrill 1887
- Sphaerotheca humuli (DC.) Burrill 1887 var. humuli
- Sphaerotheca macularis (Wallr.) Magnus 1899
- Sphaerotheca macularis (Wallr.) Magnus 1899 f. macularis
- Sphaerotheca macularis (Wallr.) Magnus 1899 var. macularis

## Morfologia
Grzybnia rozwija się na obydwu powierzchniach liści w postaci białych, początkowo watowatych, potem wojłokowatych plam. Wytwarza w łańcuszkach konidia o kształcie jajowatym, elispoidalnym lub beczkowatym i rozmiarach 20–33 × 13–20 μm. Kiełkując tworzą słabo wyróżniające się appressoria, czasami stożkowate lub stopowate. Konidiofory wzniesione, cylindryczne, 1–3 komórkowe o rozmiarach 40–70 × 9–11 μm. Czasami w rozproszeniu lub w skupiskach powstają chasmotecja o średnicy 70–110 μm. Zbudowane są z nieregularnie wielobocznych komórek o średnicy  8–25 (–30) μm z licznymi przyczepkami wyrastającymi głównie w dolnej ich połówce, ale częściowo także w górnej. Mają długość 0,5–6 razy większą od średnicy chasmotecjum, są elastyczne, na przekroju okrągłe, dość proste i poplątane z sobą i strzępkami grzybni. Strzępki cienkościenne, septowane, gładkie, proste, o barwie od żółtej do brązowej i zmiennej szerokości (2,5–) 4–8 (–10) μm. Worki o rozmiarach 60–90 × 50–80 μm. Powstaje w nich po 4–8 askospor o rozmiarach 16–24 × 11–18 μm. Czasami (rzadko) zdarza się, że powstają w worku dwie tylko, ale większe askospory o rozmiarach do 30 × 21 μm.

## Występowanie
Jest szeroko rozprzestrzeniony. Polifag pasożytujący na licznych gatunkach roślin należących do rodzin Anacardiaceae (Rhus), Cannabaceae (Humulus), Geraniaceae (Geranium), Polemoniaceae (Collomia), Rosaceae (Agrimonia, Filipendula, Geum, Physocarpus, Potentilla, Rosa, Rubus, Sanguisorba, Spiraea). U roślin uprawnych wywołuje m.in. choroby: mączniak prawdziwy chmielu, mączniak prawdziwy maliny, mączniak prawdziwy truskawki.